# 未来飛行/流星のパノラマ
「未来飛行／流星のパノラマ」は、J☆Dee'Zの9枚目のシングル。2018年7月25日にソニー・ミュージックレコーズから発売。

## 概要
- 2018年第一弾シングル。
- ミニアルバム『あと一歩』発売後初のシングルで、前作の「ひとひらの涙／カラフルジャンプ」から約8ヶ月ぶりのシングルである。
- 今作は全曲タイアップ付きシングルである。
- 初回生産限定盤と通常盤がある。
- 初回生産限定盤DVDには、2018年のライブ「J☆Dee’Z LIVE 2018 –Feeeeel!!!– ＠渋谷WWW X」の音源を収録。

## 収録曲

### CD
1. 未来飛行
作詞：SoichiroK、イワツボコーダイ
作曲：SoichiroK、Nozomu.S
編曲：Soulife
2. 流星のパノラマ
作詞：Yuharake Ezumi Han、児玉雨子
作曲：Yuharake Ezumi Han、白戸佑輔
編曲：Yuharake Ezumi Han、白戸佑輔、若田部誠
3. swing swing swing
作詞：SoichiroK
作曲：SoichiroK、Nozomu.S
編曲：Soulife
4. 代わりにこの唄を
作詞：isotonic
作曲：isotonic
編曲：TomoLow

### DVD
- J☆Dee’Z LIVE 2018 –Feeeeel!!!– ＠渋谷WWW X

1. Melody
2. Crazy For You
3. 三月
4. 全部好き。
5. Dream Arch
6. カラフルジャンプ
7. あと一歩

## タイアップ
| 楽曲              | タイアップ                                                |
| ----------------- | --------------------------------------------------------- |
| 未来飛行          | 日本工学院のCMソング                                      |
| 流星のパノラマ    | テレビ朝日系全国放送「musicるTV」 7月度オープニングテーマ |
| swing swing swing | 横浜DeNAベイスターズ tvk中継テーマソング                  |
| 代わりにこの唄を  | Sony Music Presents 全国作曲コンクール入選曲              |